# Lista albumów numer jeden w Stanach Zjednoczonych
Notowanie Billboard 200 przedstawia najlepiej sprzedające się albumy w Stanach Zjednoczonych. Tygodnik „Billboard” rozpoczął publikowanie listy 24 marca 1945. Listę rozszerzono do 200 pozycji 13 maja 1967 i przyjęła obecną nazwę 25 maja 1991. Dane kompletowane są przez Luminate w oparciu o cotygodniowe wyniki sprzedaży cyfrowej oraz fizycznej albumów.